# Pelican Narrows 184B
Pelican Narrows 184B är ett reservat i Kanada.   Det ligger i provinsen Saskatchewan, i den centrala delen av landet, 2 200 km nordväst om huvudstaden Ottawa.
Trakten runt Pelican Narrows 184B är nära nog obefolkad, med mindre än två invånare per kvadratkilometer.